# Лосева, Юлия Юрьевна
Юлия Юрьевна Лосева (род. 28 марта 1993) — российская самбистка и дзюдоистка, призёр чемпионата России, мастер спорта России.

## Спортивные результаты
- Первенство России по дзюдо среди кадетов 2009 года — ;
- Этап Кубка Европы по дзюдо среди кадетов 2009 года — ;
- Первенство России по дзюдо среди юниоров 2011 года — ;
- Этап Кубка Европы по дзюдо среди юниоров 2011 года — ;
- Первенство России по дзюдо среди юниоров 2012 года — ;
- Первенство России по дзюдо среди юниоров 2013 года — ;
- Первенство России по дзюдо среди молодёжи 2014 года — ;
- Этап Кубка Европы по дзюдо 2014 года, Оренбург — ;
- Чемпионат России по самбо среди женщин 2014 года — ;